# 巴格 (肯塔基州克林頓縣)
巴格（英語：Bug）是位於美國肯塔基州克林頓縣的一個非建制地區。

## 地理
巴格所處的海拔為高於海平面251米（即823英呎），而該地所採用的時區為UTC-6，即北美中部時區（CST）。同時該地設有夏令時間，為UTC-6調快一小時，即UTC-5（CDT）。